# ARN de transferencia
El ARN de transferencia o ARN transferente (ARNt) es un tipo de ácido ribonucleico que tiene una función importante en la síntesis proteica. Es aquel que transfiere las moléculas de aminoácidos a los ribosomas, para posteriormente ordenarlos a lo largo de la molécula de ARN mensajero (ARNm); estos aminoácidos se unen por medio de enlaces peptídicos para formar proteínas durante el proceso de síntesis de proteínas. Cada tipo de ARNt se combina específicamente con 1 de los 20 aminoácidos que se van a incorporar en las proteínas. Existe más de una molécula de ARNt para cada aminoácido. El anticodón es una secuencia de tres bases no apareadas o triplete que determinará el aminoácido al que se puede unir el ARNt. Varios anticodones pueden unir el mismo aminoácido, por esto se dice que el código está degenerado. Anticodones similares, normalmente es la tercera base la que puede cambiar, se unirán a un codón, un triplete de bases del ARN mensajero. 
El ARN de transferencia, que contiene solo 80 nucleótidos, es una molécula relativamente pequeña comparada con la del ARN mensajero. Es una cadena plegada de nucleótidos que aparentan un cruce de carreteras.

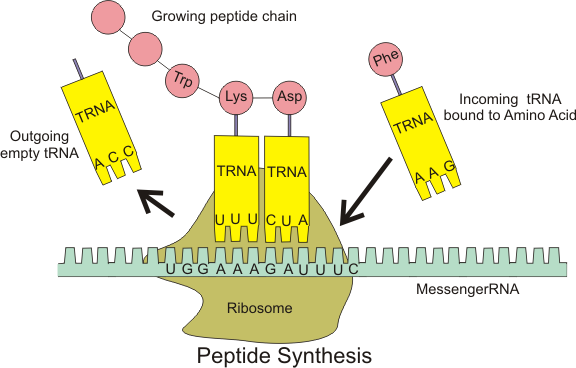
La interacción de ARNt y ARNm en la síntesis de proteínas.

El descubrimiento del ARNt coincide con el descubrimiento de los ácidos nucleicos por Friedrich Miescher en 1868.

## Biosíntesis del ARN de transferencia
En las células eucariotas la polimerasa III es la responsable de transcribir los ARNt en el nucleoplasma. Los genes ARNt contienen dos regiones promotoras internas llamadas caja A y caja B que son reconocidas por factores de transcripción (TFIlIIC y TFIIIB) que finalmente reclutan a la polimerasa III para iniciar la transcripción del gen. El proceso finaliza cuando la polimerasa reconoce una secuencia de tres timinas.
Tras finalizar la transcripción se obtiene un pre-ARNt que debe ser procesado para ser funcional y poder ser transportado al citoplasma donde realizará su función como ARNt maduro.
El procesamiento del pre-ARNt consiste en la modificación y eliminación de determinadas bases de su secuencia. 
1. Se elimina un segmento de longitud variable en el extremo 5' del pre-ARNt
2. Se reemplazan residuos de Uridina en el extremo 3' del pre-ARNt por un triplete de bases común a todos los ARNt funcionales, CCA
3. Se adicionan grupos metilo e isopentenilo a algunas bases púricas
4. Se metila el grupo hidroxilo en posición 2' de la ribosa de algunos residuos
5. Se modifican residuos de Uridina para generar hidroxiuridina, pseudouridina o ribotimidina
6. Eliminación de intrones por splicing

## Estructura

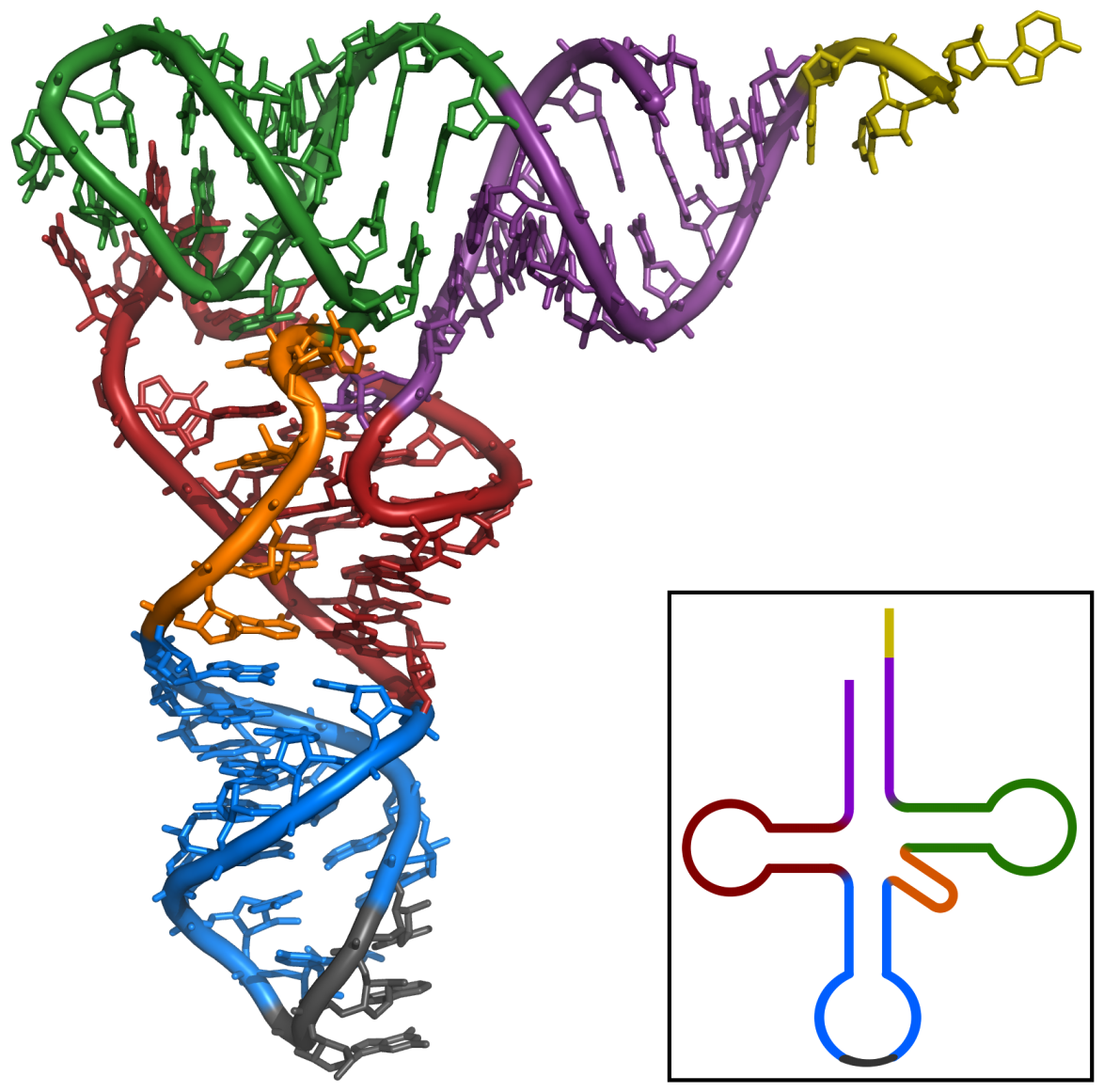
Estructura terciaria del ARN de transferencia.

Los ARNt representan aproximadamente el 15 % del ARN total de la célula.
Un ARNt tienen una longitud de entre 65 y 110 nucleótidos, lo que corresponde a una masa molecular de 22.000 a 37.000 dalton. Se encuentra disuelto en el citoplasma celular. Pueden presentar nucleótidos poco usuales como ácido pseudouridílico, ácido inosílico e incluso bases características del ADN como la timina.
El ARNt presenta zonas de complementariedad intracatenaria, es decir, zonas complementarias dentro de la misma cadena, lo que produce que se apareen dando una estructura característica semejante a la de un trébol de tres hojas. En la estructura secundaria de los ARNt se distinguen las siguientes características:
1. Brazo aceptor formado por el extremo 5' y el extremo 3', que en todos los ARNt posee la secuencia CCA, cuyo grupo -OH terminal sirve de lugar de unión con el aminoácido.[11]
2. El bucle (o brazo) TΨC, que actúa como lugar de reconocimiento del ribosoma.
3. El bucle (o brazo) D, cuya secuencia es reconocida de manera específica por una de las veinte enzimas, llamadas aminoacil-ARNt sintetasas, encargadas de unir cada aminoácido con su correspondiente molécula de ARNt.
4. El bucle situado en el extremo del brazo largo del «búmeran», que contiene una secuencia de tres bases llamada anticodón. Cada ARNt «cargado» con su correspondiente aminoácido se une al ARNm, mediante la región del anticodón, con tripletes de bases del ARNm (cada tres bases del ARNm definen un triplete o codón) en el proceso de la traducción de la información genética que conduce a la síntesis de las proteínas.

La molécula de ARNt se pliega sobre sí misma formando 5 regiones de unión tipo pares de bases y 4 asas sin unión de sus pares de bases al no existir complementariedad, y con una zona con varios nucleótidos sin bases emparejadas, como si fuera una cola, donde pueden unirse los aminoácidos. En el asa II hay un codón (triplete de 3 nucleótidos) llamado anticodón que va a unirse a un codón específico del ARNm. Cada molécula de ARNt va a conseguir de esta forma la adición de un aminoácido a una proteína.
De acuerdo al código genético de la especie, podrían existir 61 ARNt diferentes (uno para cada codón con sentido). Pero, debido a que un anticodón puede aparearse con más de un codón, probablemente, solo exista alrededor de 40 ARNt. Esto quiere decir que existen ARNt sinónimos que reconocen distinto codón pero para el mismo aminoácido, pero con la particularidad de que cada ARNt reconoce un solo aminoácido. Otra característica de los ARNt es que además de las cuatro bases fundamentales presentan otras bases púricas y pirimídicas menos frecuentes. Las enzimas conocidas como aminoacil-ARNt sintetasas catalizan la unión de cada aminoácido a su molécula de ARNt específica. Cada aminoacil sintetasa tiene la capacidad de distinguir un aminoácido en particular de los restantes 19, a pesar de que algunos de ellos son muy similares químicamente. De igual modo, estas enzimas reconocen con precisión la molécula correcta de ARNt para emparejarlo con el correspondiente aminoácido. La reacción que une al aminoácido con su ARNt es la misma para cada aminoácido, el cual, una vez montado en el ARNt tendrá la suficiente energía en el enlace aminoácido: ARNt para catalizar la reacción que más adelante unirá dos aminoácidos en la formación de los polipéptidos.

## Anticodón

Un anticodón es un grupo de tres nucleótidos que se empareja con otros tres nucleótidos del codón del ARN mensajero (ARNm) correspondiente. El anticodón está ubicado en el extremo del “bucle” de una molécula de ARN de transferencia (ARNt).
Durante el proceso de traducción los anticodones son los encargados de aparearse con su codón correspondiente, con el fin de que el ARNt pueda incorporar un aminoácido a la cadena polipeptídica creciente.

## Aminoacilación
La aminoacilación es el proceso de adición de un grupo aminoacilo a un compuesto. Conecta de forma covalente un aminoácido con el extremo 3 'del CCA de una molécula de ARNt.
Cada ARNt es aminoacilado (o cargado) con un aminoácido específico por una aminoacil-ARNt sintetasa. Normalmente hay una única aminoacil-ARNt sintetasa para cada aminoácido, a pesar del hecho de que puede haber más de un ARNt, y más de un anticodón, para un aminoácido. El reconocimiento del ARNt adecuado por las sintetasas no está mediado únicamente por el anticodón, y el vástago aceptador desempeña a menudo un papel prominente.

## Función
Los ARNt son intermediarios esenciales entre el ADN y las proteínas. Cada ARNt solo puede transferir un único aminoácido (a la vez, ya que se reutilizan). Un ARNt que acepta la alanina se escribe ARNtAla, y uno que transporte la lisina sería ARNtLys. El ADN es directamente proporcional al ARN (estructuralmente están en el mismo lado de la cadena pero con diferente ADN molde).
El aminoácido específico se une en el extremo 3' del ARNt mediante la acción de la enzima aminoacil ARNt sintetasa, y es así transportado hasta el ribosoma donde el anticodón del ARNt se une al codón del ARN mensajero (ARNm) mediante apareamiento de bases complementarias (A=U, C=G). De este modo, los ARNt van aportando, uno a uno, los aminoácidos que son ensamblados en el ribosoma para formar la cadena polipeptídica según la secuencia de codones del ARNm.
La unión codón-anticodón permite que entre la tercera posición del triplete del codón y la primera del anticodón haya otro tipo de apareamientos no estándar y se conoce como posición de balanceo o posición de wobble. En esta posición pueden ocurrir cuatro tipos de interacciones no estándar: Guanina con Uracilo e Inosina (derivado desaminado de la adenina) con Adenina, Citosina y Uracilo. Esto permite que existan codones sinónimos y un mismo ARNt reconozca diferentes codones para introducir un mismo aminoácido en el proceso de traducción. Es decir, que existen subtipos de ARNt que reconocen para el mismo aminoácido al leer diferentes codones que se diferencian entre sí en la posición de balanceo.

## Genes ARN de transferencia

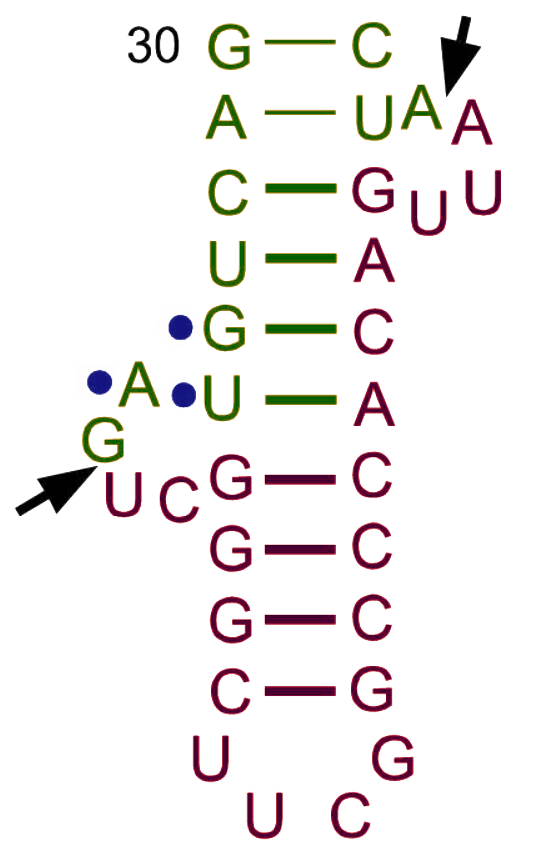
Cada brazo (excepto el aceptor del aminoácido) tiene una región emparejada, o tallo (stem), y otra no emparejada en su extremo, o bucle (loop).

Se encuentran en múltiples copias a lo largo del genoma y el número de copias es muy variable entre especies. Todos los genes ARNt provienen de un ancestro común, siendo elementos genómicos primitivos.
En Homo sapiens se encuentran dispersos por todo el genoma excepto en el cromosoma Y y 22. Y preferentemente en los cromosomas 6 y 1.
A lo largo de la evolución este contenido ha ido modificando la estructura genómica pero la función y la estructura de los ARNt funcionales se mantiene altamente conservada en todos los organismos. Así, se ha observado que el contenido genómico en ARNt es un elemento diferenciador entre los reinos biológicos. Las Archaeas presentan menor contenido genómico en ARNt y la frecuencia del número de copias de cada subtipo de ARNt es muy similar en todos ellos. Las Bacterias presentan una situación intermedia y el reino Eukarya presenta la mayor complejidad. Presentan mayor número de copias y de subtipos de ARNt, es decir mayor contenido genómico en ARNt pero además la frecuencia de número de copias entre subtipos de ARNt es muy diferente entre sí. Esto quiere decir que para decodificar un aminoácido, de todos los ARNt que contienen un anticodón correspondiente al codón que codifica para ese aminoácido, hay mayor número de copias en el genoma de determinados subtipos de ARNt frente a otros ARNt sinónimos para reconocer ese mismo aminoácido.
Fragmentos de ARN de Transferencia
Los fragmentos de ARN de transferencia (TRF) son una clase establecida de moléculas reguladoras constitutivas que se derivan de precursores y ARNt maduros. Pertenecen a una familia de ARN no codificantes cortos (ncARNs) presentes en la mayoría de organismos. Estos ARN pueden ser tanto generado o producido en el éstres.
TRF son una clase abundante de pequeños ARN presente en todos los ámbitos de la vida cuya biogénesis es distinta de micro-ARN. En las células HEK293 humanos TRFs asocian con Argonautes 1, 3 y 4 y no Argonaute 2 que es la principal proteína efectora de la función de los genes miARN, pero por lo demás tienen propiedades muy similares a micro-ARN, indicando TRFs puede desempeñar un papel importante en el silenciamiento de ARN.

## ARN ribosómico
Los ribosomas, que están conformados en dos terceras partes por ácidos nucleicos y una tercera parte por proteínas, forman un 90 % del ARN celular.
El ARN (ribosómico) forma parte de la estructura de los ribosomas. Los ribosomas son un complejo de ARN y proteínas que se unen al ARNm de esta manera permite que se produzca el «enganche» del ARNt y el aminoácido que transporta en el lugar correcto del ARNm.

## Ejemplo de síntesis proteica
La leucina en ARNm se codifica como 5'CUA3'. El ARN de transferencia de la leucina tiene en uno de sus extremos el complementario a CUA que es GAU. En el otro extremo se une la leucina.
La G siempre se une a C y viceversa y que la U siempre se una a la A.
El triplete, por ejemplo CUA, en ARNm se llama codón. El triplete complementario, en ARNt, se llama anticodón.
El ARNt se encarga de suministrar los aminoácidos al ribosoma para que este haga el ensamblaje de la proteína. Una vez que el ribosoma ha utilizado el aminoácido que estaba enlazado al ARNt, este se separa del ribosoma y se desplaza por el citoplasma buscando nuevos aminoácidos. En el ejemplo, el ARNt de leucina, provee la leucina al ribosoma y cuando se queda sin él, se separa de él y va a buscar otra leucina. Cuando encuentra el aminoácido leucina, se une a él y queda preparado para suministrarlo al ribosoma cuando este lo necesite.